# Беседочный узел
Бесе́дочный у́зел (от фр. Nœud de chaise — «узел-стул, беседка») на французском флоте — узел для закрепления моряка для работы за бортом корабля; также разг. були́нь (от англ. Bоwline Knot — «булиневый узел») на голландском и английском флотах — крепёжная петля на конце троса, часть особой снасти «булинь» для оттяжки шкаторины паруса на носу парусника. Булинь состоит из колы́шки и обноса. Был одним из основных узлов на парусном флоте. Иногда именуют «королём узлов» за простоту, универсальность применения. Беседочный, шкотовый, огонный узлы — построены на общей основе.
В альпинизме после беседочного узла обязателен контрольный узел, из-за скользких (синтетических) материалов, которыми завязывают узел, по этой причине применение беседочного узла в альпинизме — опасно. В скалолазании применяют двойной булинь, ввязывая в обвязку для страховки. В спелеотуризме применяют булинь для различных целей, например, для установки станций.

## История
Наиболее раннее известное описание узла можно встретить в учебнике по морскому делу Джона Смита, изданному в 1629 году:
Издревле известен полезный узел сей петельный. Вяжется оный путём образования шлага на верёвке и пропускания через него свободного конца — вверх и вниз, протягиваемого под основным стволом верёвки или каната. Берут лопарь в левую руку так, чтобы свободный конец его был направлен от лица вяжущего узел. На некотором расстоянии от лопаря, в зависимости от величины петли, которую вам требуется получить, выполняют колы́шку, то есть очко. Если смотреть вперёд, то колышка должна находиться с правой стороны лопаря. Придерживая колышку указательным и большим пальцами левой руки, в неё пропускают свободный (ходовой) конец лопаря так, чтобы он был направлен к работающему с узлом и шёл бы в переплёт (бухту) с очком и коренной частью лопаря. Обогнув ходовую часть лопаря вокруг коренной, её пропускают обратно в очко, ведя вдоль самой себя. После этого затягивают туго очко и ходовой конец лопаря.

## Названия узла
Название «беседочный» произошло от термина российского морского флота «беседка» — небольшой деревянной доски для подъёма человека на мачту (или опускания за борт судна). Другое название узла, восходящее к традиции голландского и английского флотов, — «булинь». Булиневый узел — это часть снасти «булинь» для оттяжки нижнего края парусов. Снасть крепят «булиневым узлом» (или просто «булинем»). Если беседочный узел собираются оставить на продолжительное время, например, для работы за бортом корабля, то скрепляют ходовой конец троса с петлёй двумя-тремя схватками, и тогда на английском флоте носит название «постоянного булиня» (Standing Bowline), чтобы различать его с бегущим булинем (Running Bowline). В других языках:
- англ. Bowline, бо́улин — узел троса паруса на носу корабля[32][19];
- нидерл. Paalsteek, нем. Palstek — «па́ловый» узел швартового каната для швартовки корабля за пал причала[33];
- немецкие альпинисты используют термин Bulin; существует так же название Schertauknoten («кротовый узел»), а также Rettungsschlinge («спасательная петля»);
- фр. Nœud de chaise («узел-стул»[прим. 2], в смысле — «беседочный узел»[14]) — петлевой узел на конце толстого швартового каната, в котором размещался матрос для работы за бортом корабля (или на мачте);
- исп. As de guía («путеводный узел»[5]);
- итал. Gassa d’amante («петля любовника»[5]);
- пол. Węzeł skrajny tatrzański («татранский концевой узел»), или węzeł ratowniczy («спасательный узел»[34]).

## Способ завязывания
Для правильного затягивания беседочного узла после завязывания, следует одновременно потянуть за коренной конец троса и крепко прижатый ходовой конец к петле. Существуют несколько способов завязывания беседочного узла:
Морской способ
- 1-й (начальный, быстрый, аварийный) способ на самом себе — завязать одной рукой вокруг талии[35]. Наложить ходовой конец поверх коренного, обернуть, обвести вокруг коренного и вставить в колышку обратно;
- 2-й способ — булинь можно быстро завязать, используя удавку[36][37];
- 3-й способ — завязать полуштык; потянуть за ходовой конец верёвки в противоположных направлениях, образуя колышку; обернуть коренной конец ходовым и вставить в колышку; затянуть[38];

1-й морской (начальный) способ завязывания беседочного узла
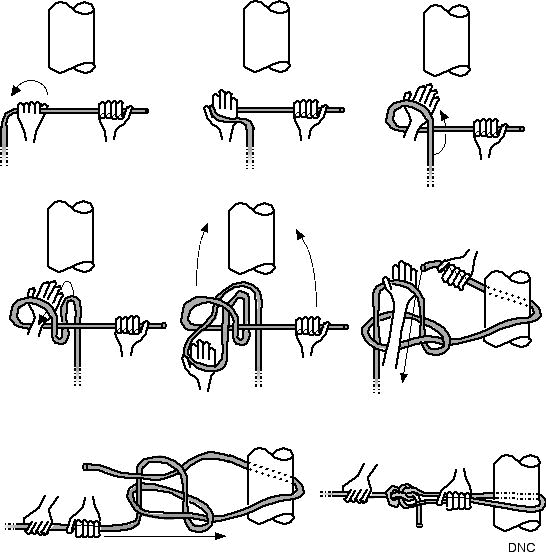
2-й морской способ завязывания беседочного узла, используя удавку
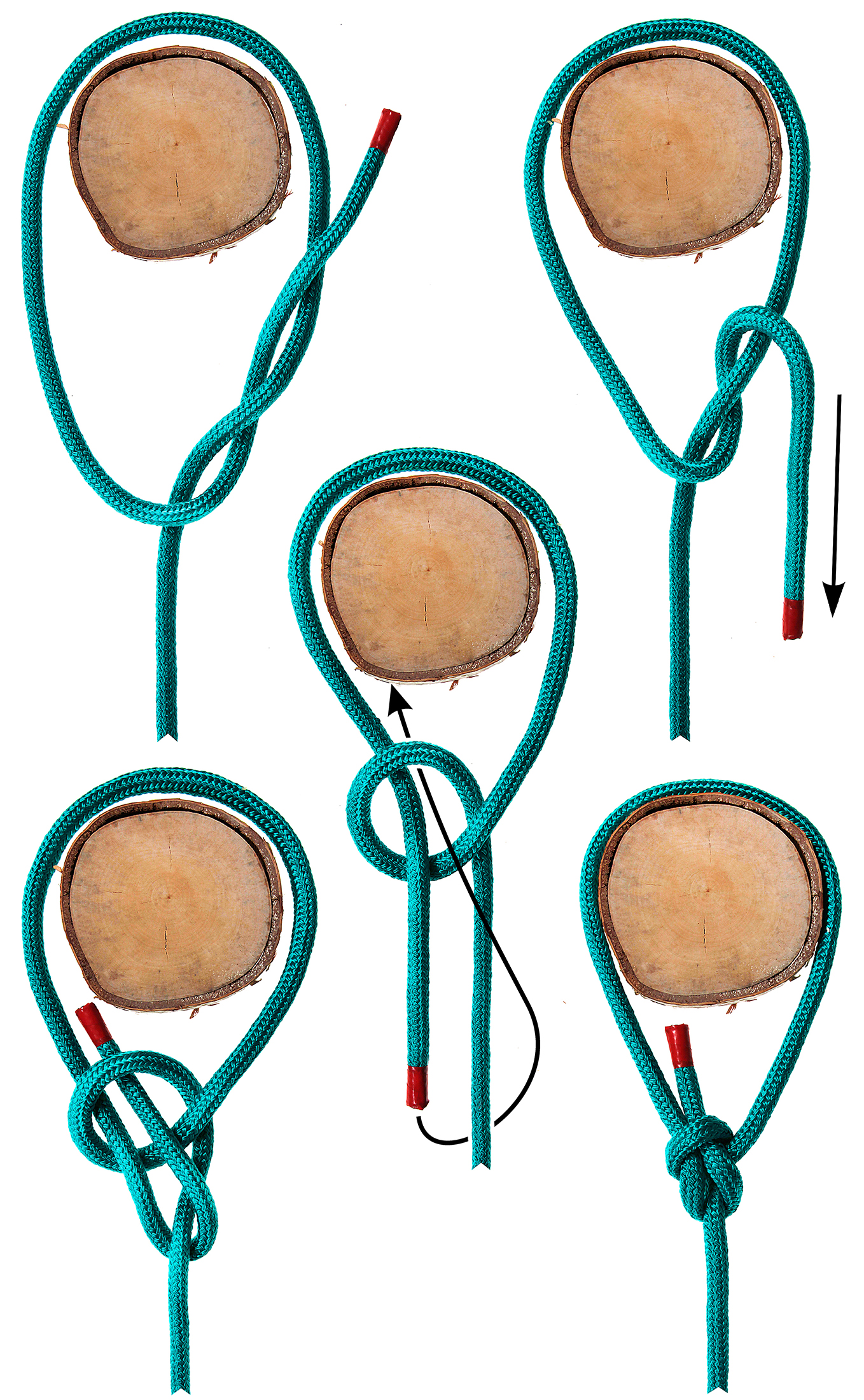
3-й морской способ завязывания беседочного узла, используя полуштык

Скаутский способ
Для этого узла у бойскаутов существует легко запоминаемое мнемоническое правило с участием кролика, его норы и дерева. «Кролик» — ходовой конец верёвки, «нора» — первоначальная петля, «дерево» — коренной конец верёвки.

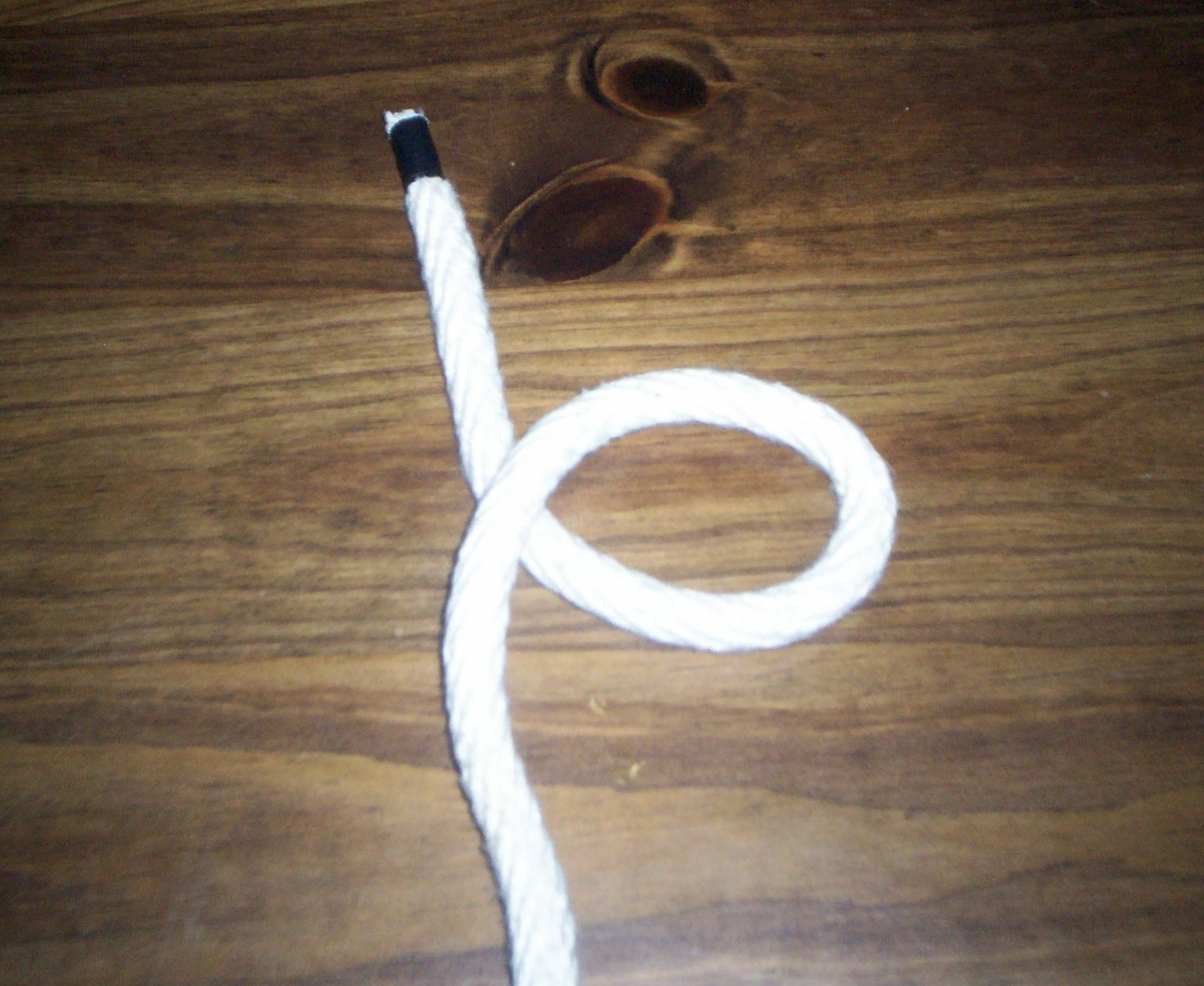
1. Сделать «нору кролика».
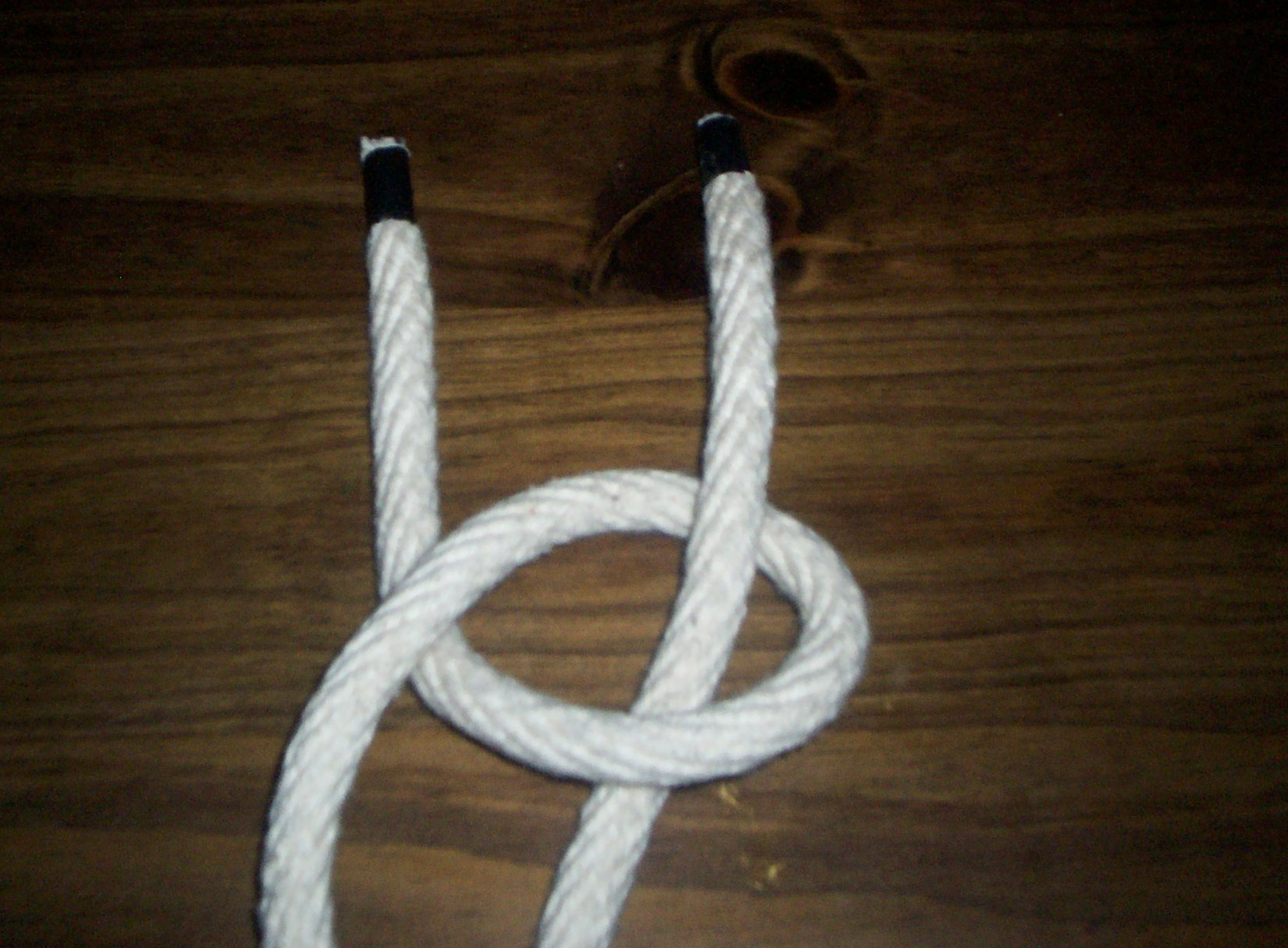
2. «Кролик» вылезает из «норы».
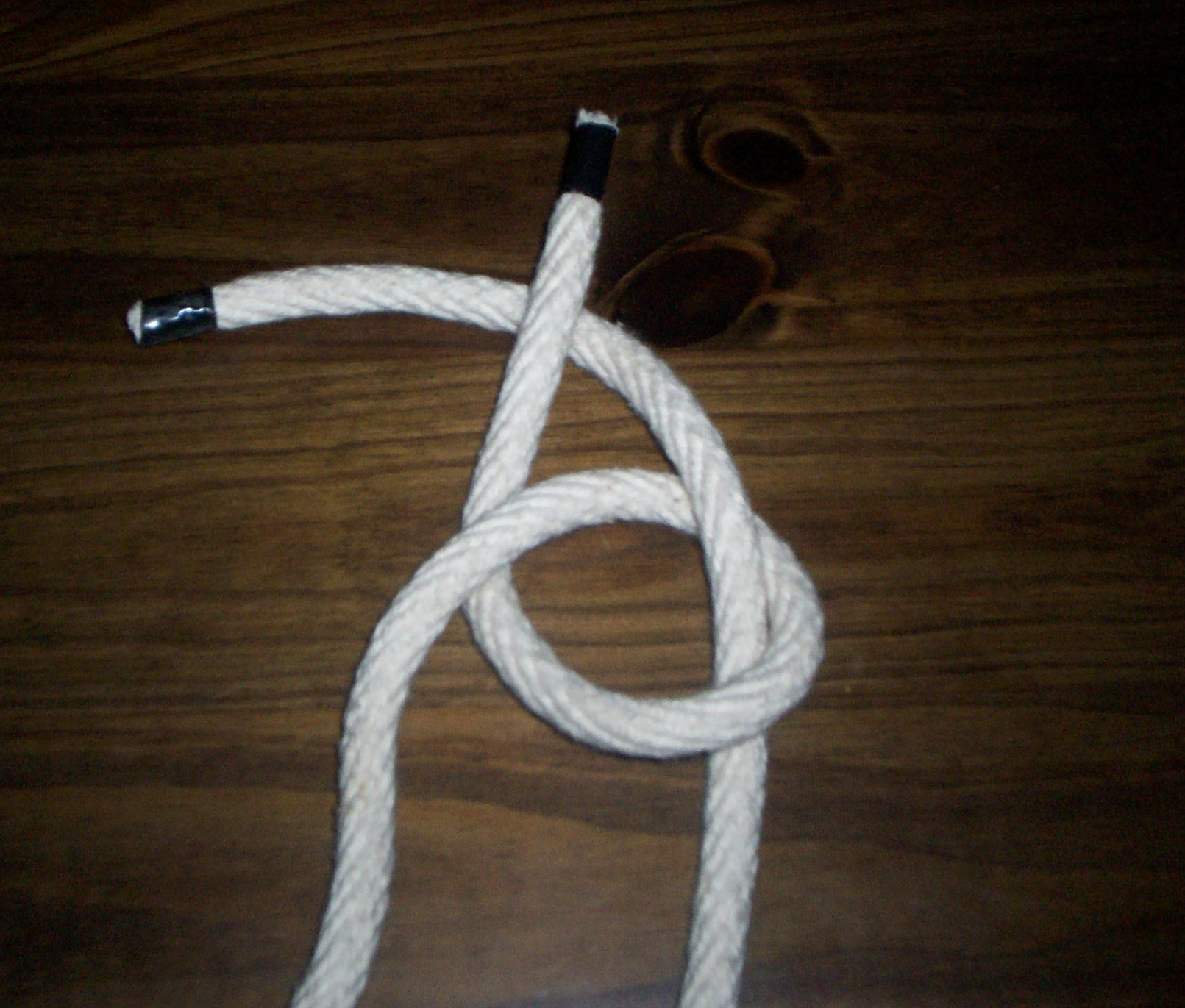
3. «Кролик» обегает вокруг «дерева».
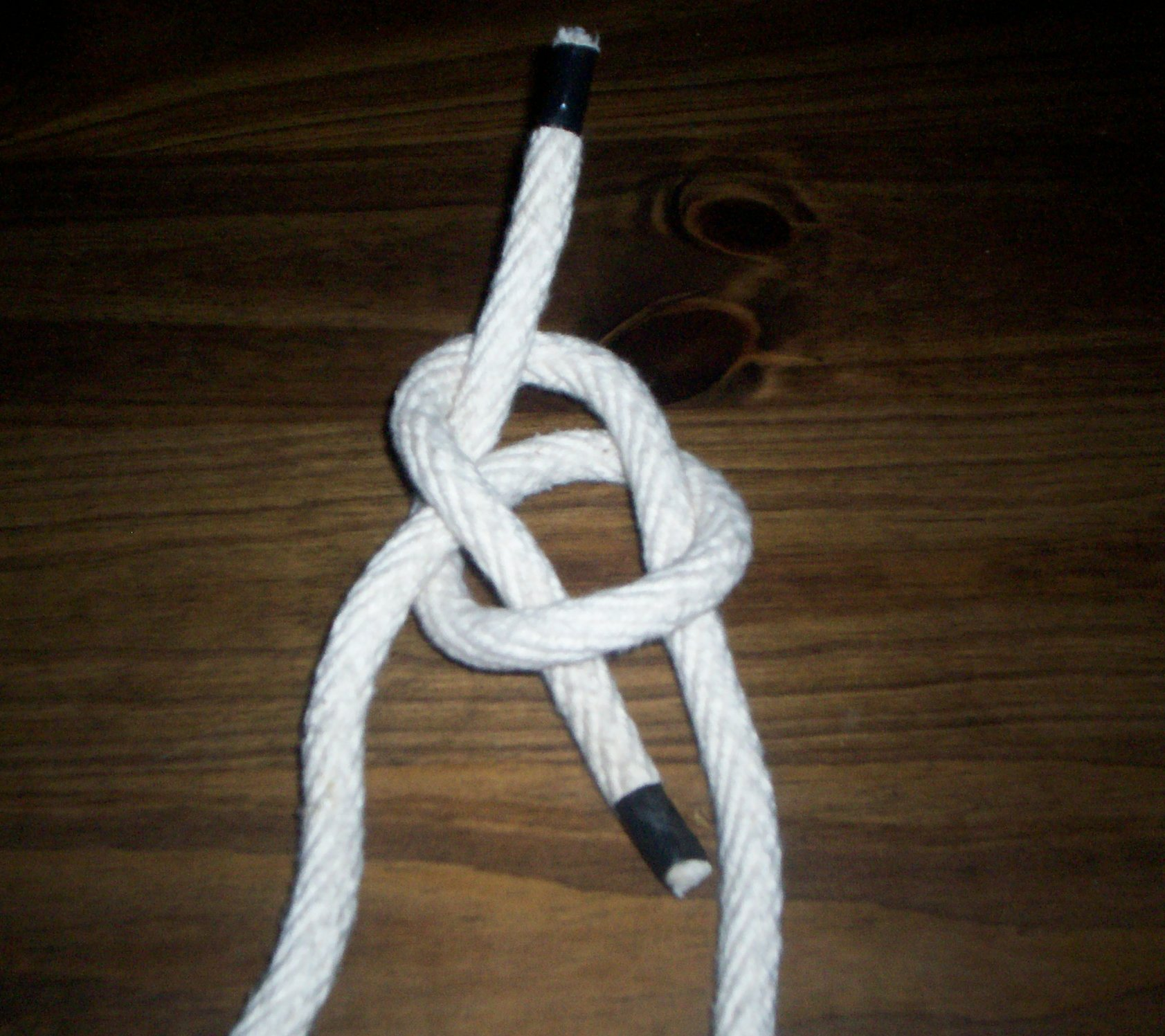
4. «Кролик» залезает обратно в «нору».

Способ фокусника
Завязать непростой штык (первый полуштык — над коренным концом верёвки, второй полуштык — под) в полузатянутом виде на руках; поднять ходовой конец верёвки вверх и зажать с первым полуштыком; расширять петлю первого полуштыка до тех пор, пока узел не затянется, образовав беседочный узел.

## Признаки
Плюсы
- Предназначен для постоянной сильной тяги (без рывков)
- Легко развязывать после прекращения натяжения[41]
- Надёжный[41] (если нет рывков)

Минусы
- При переменной нагрузке может развязаться[41] (особенно на синтетических верёвках)
- При предполагаемой переменной нагрузке контрольный узел — необходим[26]
- Петля не предназначена для нагрузок на разрыв; нельзя нагружать петлю иначе, как по основной оси, из-за слабости петли[13]
- Несколько способов завязывания

## Применение
В морском деле
- В первую очередь — для крепления троса под сильным натяжением, например, швартова вместо огона при швартовке[42] (или парусную оттяжку на носу судна[18][19]) на малых парусных судах[43][прим. 3];
- Для создания петли на конце троса для страховки, так как его возможно быстро обвязать вокруг себя даже одной рукой[44];
- Для работы за бортом судна или при подъёме-спуске матроса с мачты через блок для ремонтных работ, завязывали беседочный узел и вставляли доску внутрь петли для сидения — простейший способ создания беседки[45];
- Для крепления верёвки к кольцам, проушинам, например, в качестве якорного узла для малой лодки[46];
- Для соединения двух тросов двумя булинями; соединение описано в «Книге узлов Эшли» под номером 1454[47][48];
- В охоте в качестве удавки;
- Для выведения перебитого участка верёвки из-под натяжения[49];
- После штыков моряки завязывают узел «булинь» в качестве контрольного[50].

В рыболовстве
- Для крепления поводков к петле на середине рыболовной лески[51]

В скалолазании
- Применяют в скалолазании для привязывания к верёвке булинем в качестве страховки.

Завязывание булиня на поясе для самостраховки
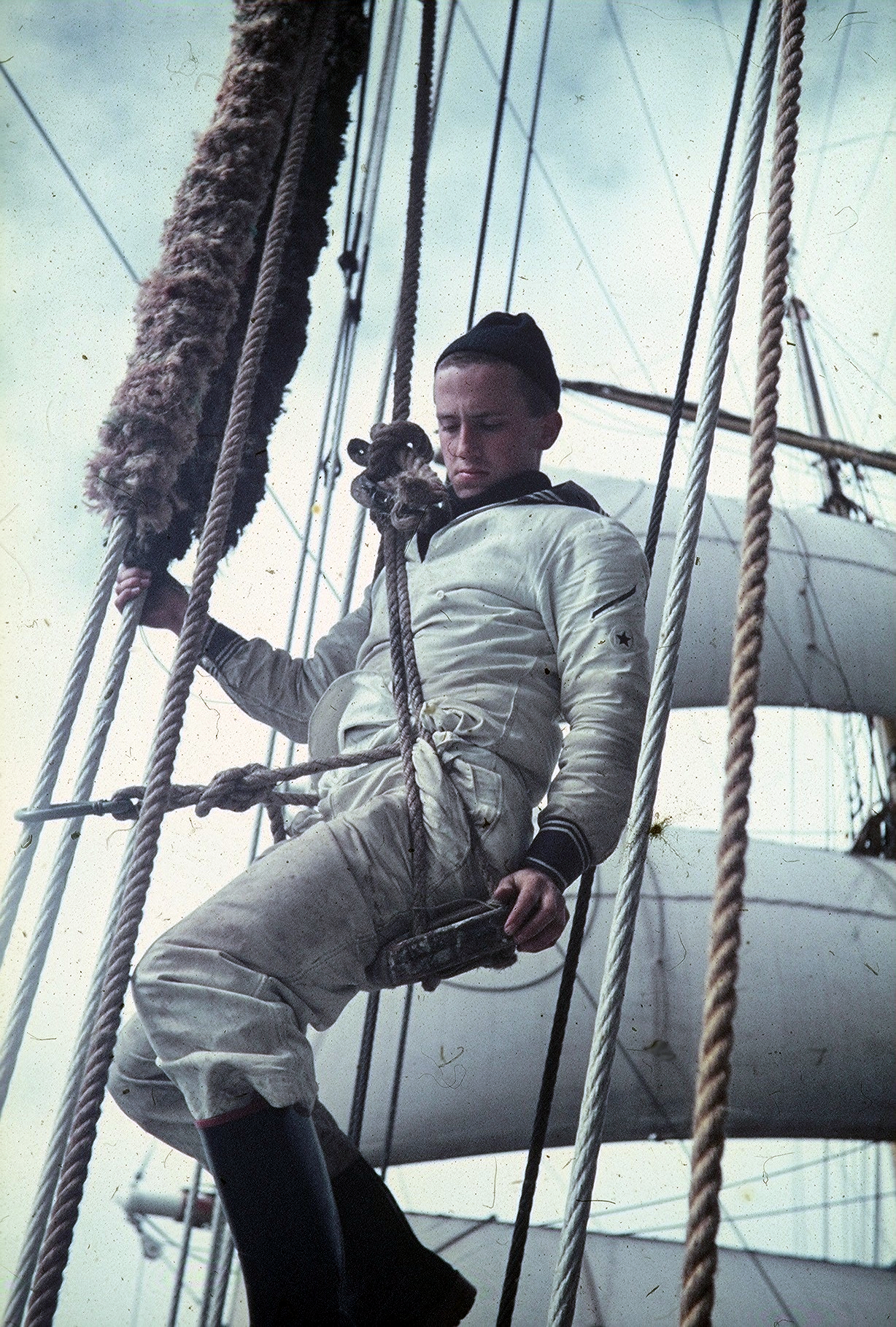
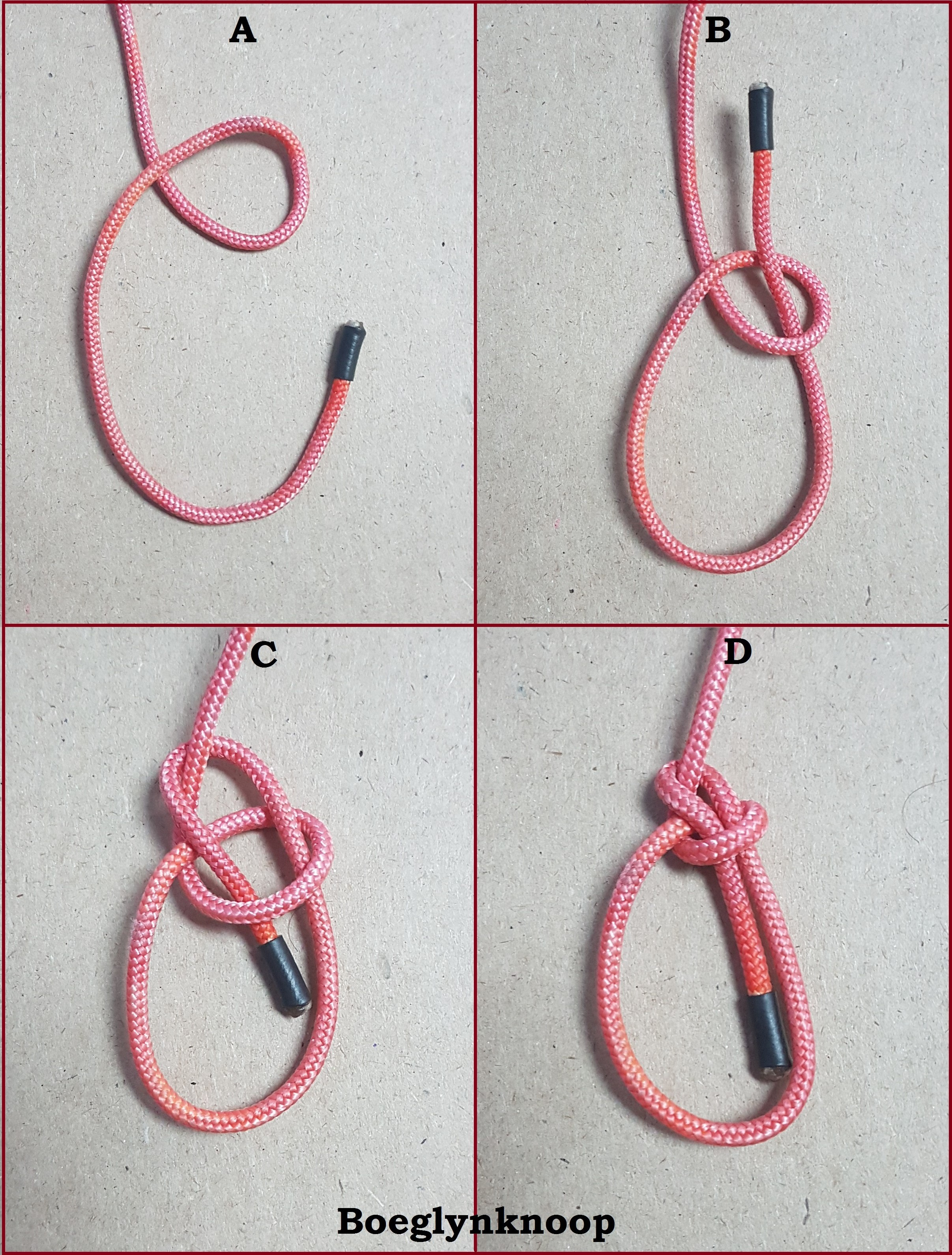
Скаутский способ завязывания беседочного узла
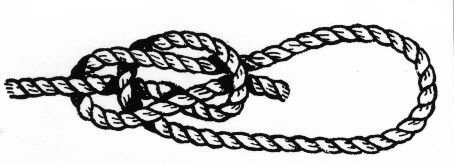
Рисунок булиня, показывающий 7 пересечений троса
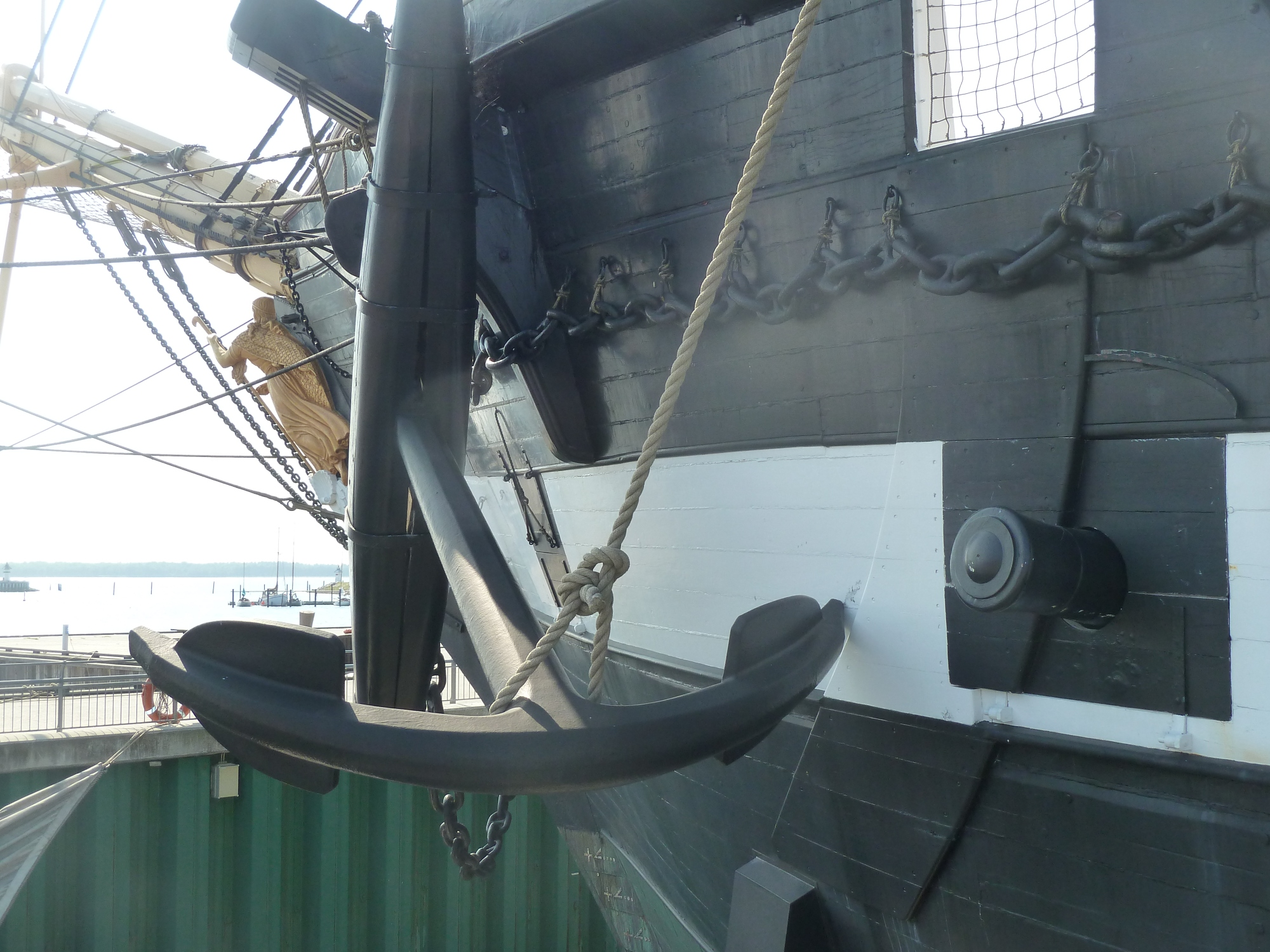
Закреплённый беседочным узлом за тренд адмиралтейский якорь фрегата «Юлланд»

## Голландский булинь
Голландский булинь называют ещё «левосторонним». Голландские моряки говорят, что он лучше, чем правосторонний булинь, так как ходовой конец не может выжиматься из узла самой петлёй. В других источниках, например, в «Книге узлов Эшли», напротив, утверждается, что он менее надёжен (на тросах из растительных материалов).

## Булини

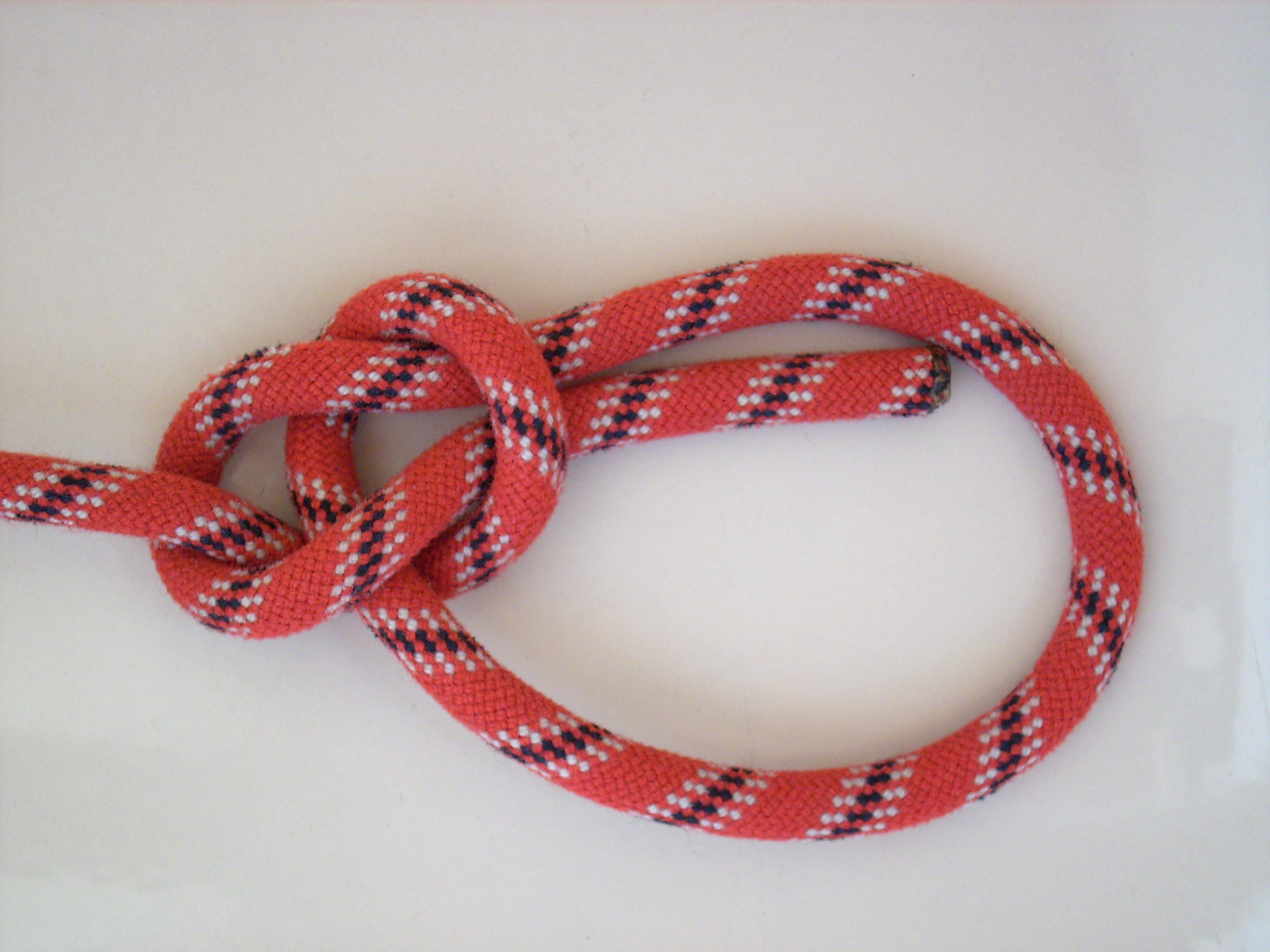
Беседочный узел
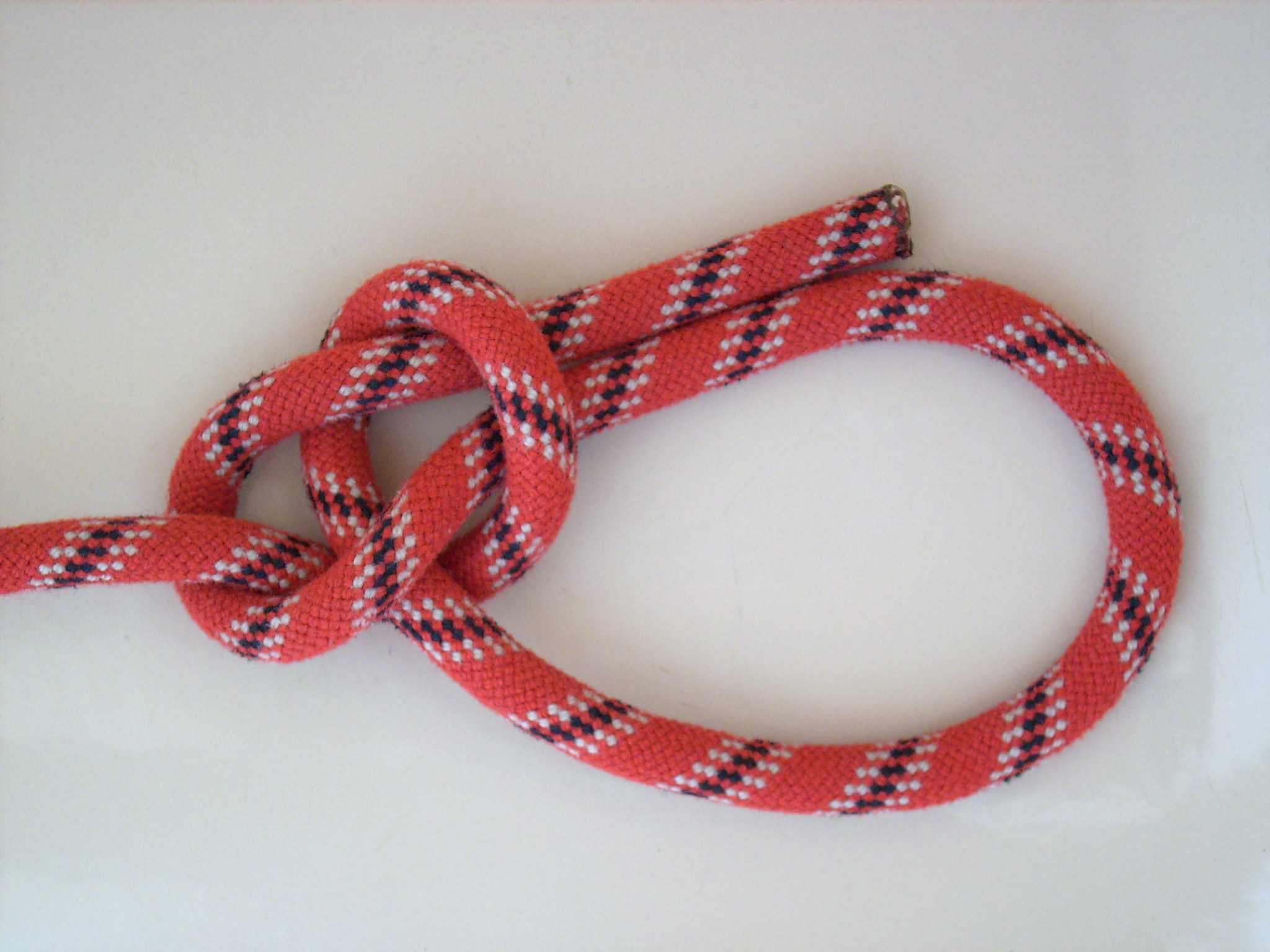
Голландский булинь
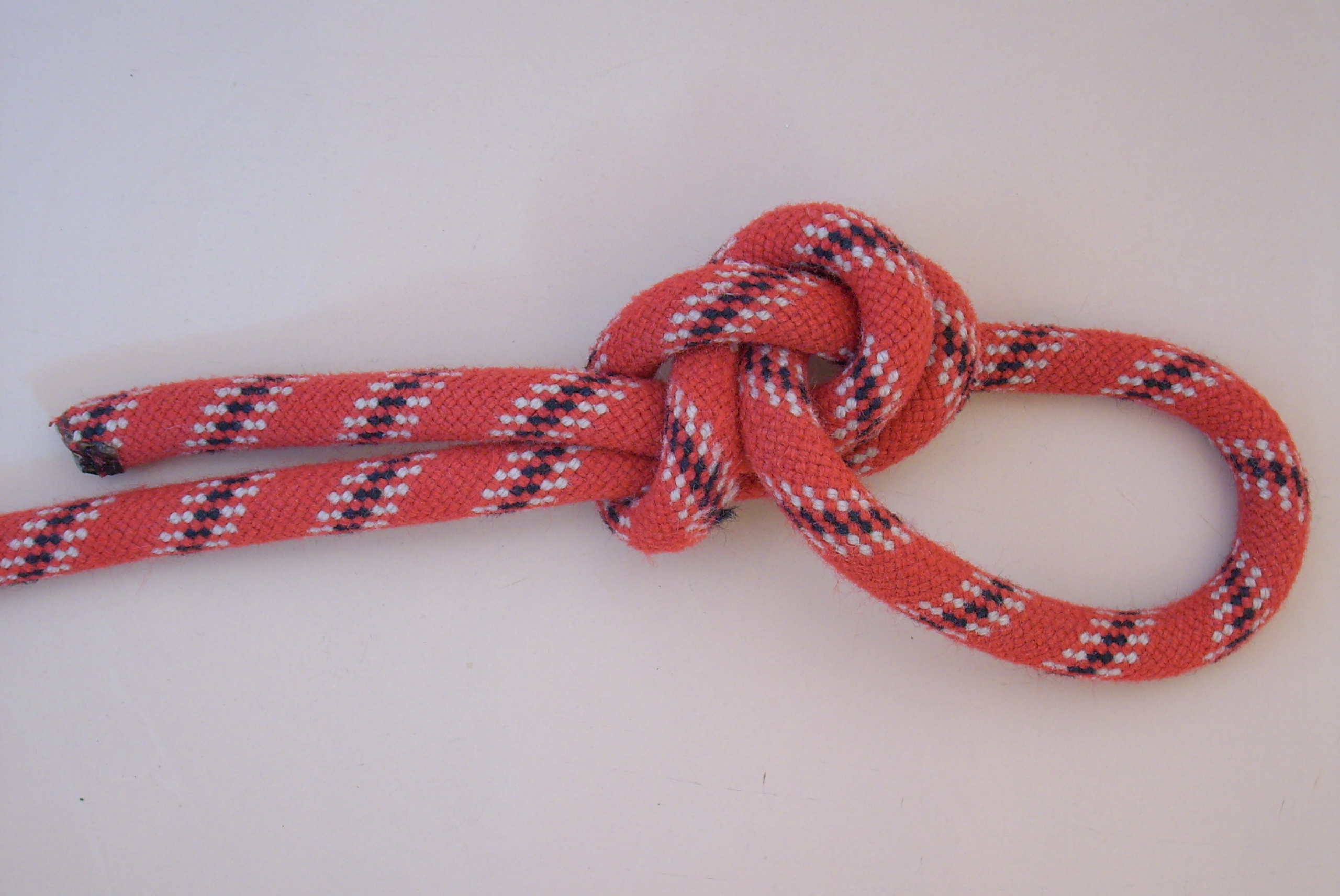
Полуторный булинь
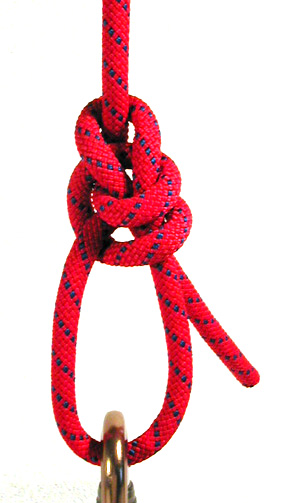
Водный булинь
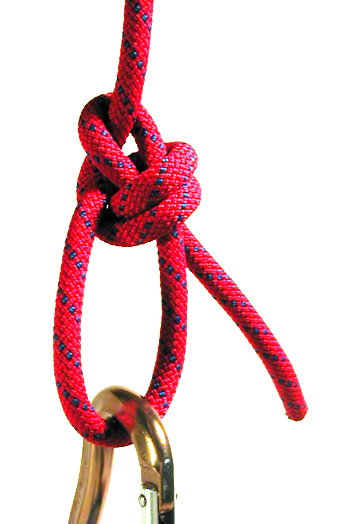
Двойной булинь
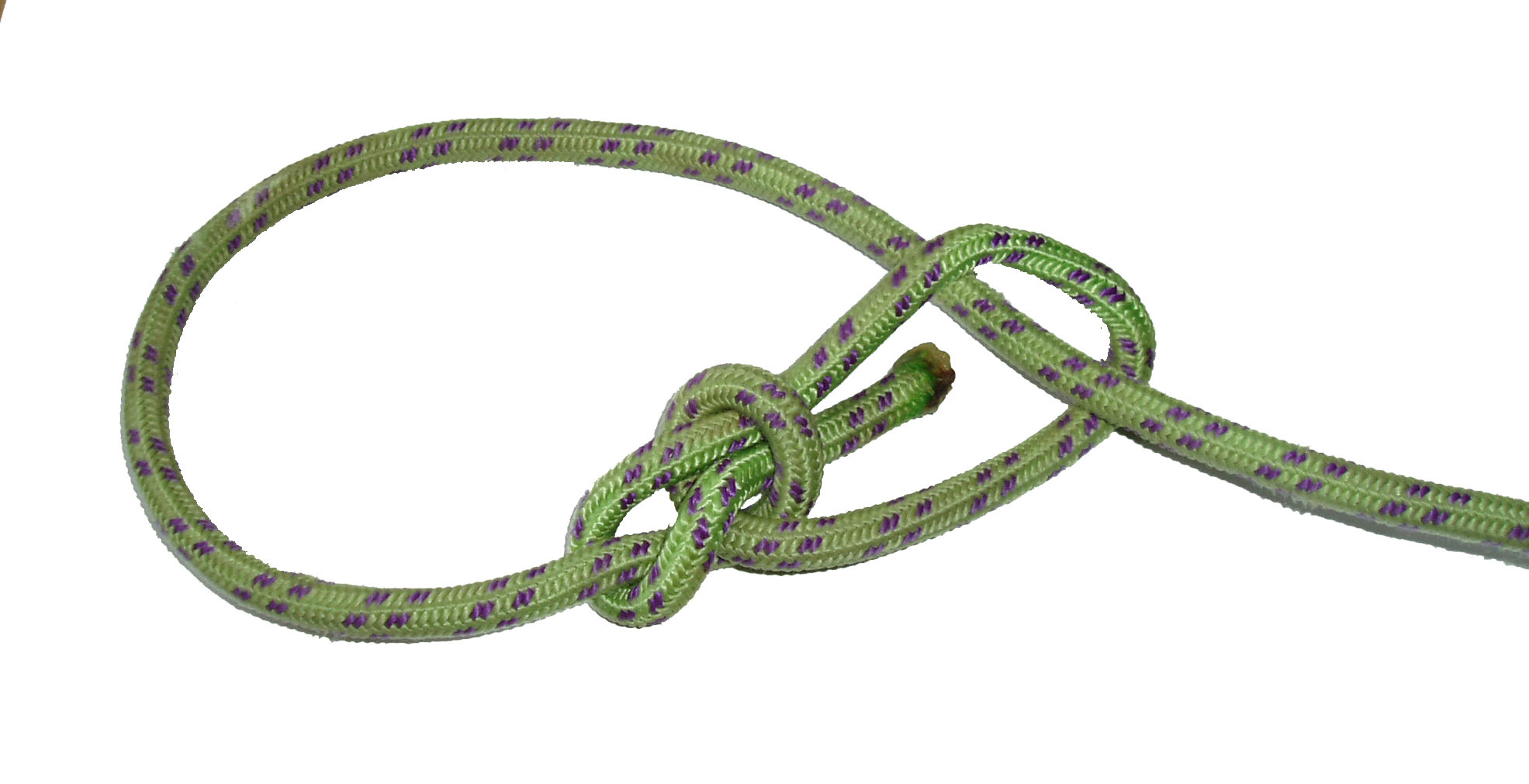
Бегущий булинь
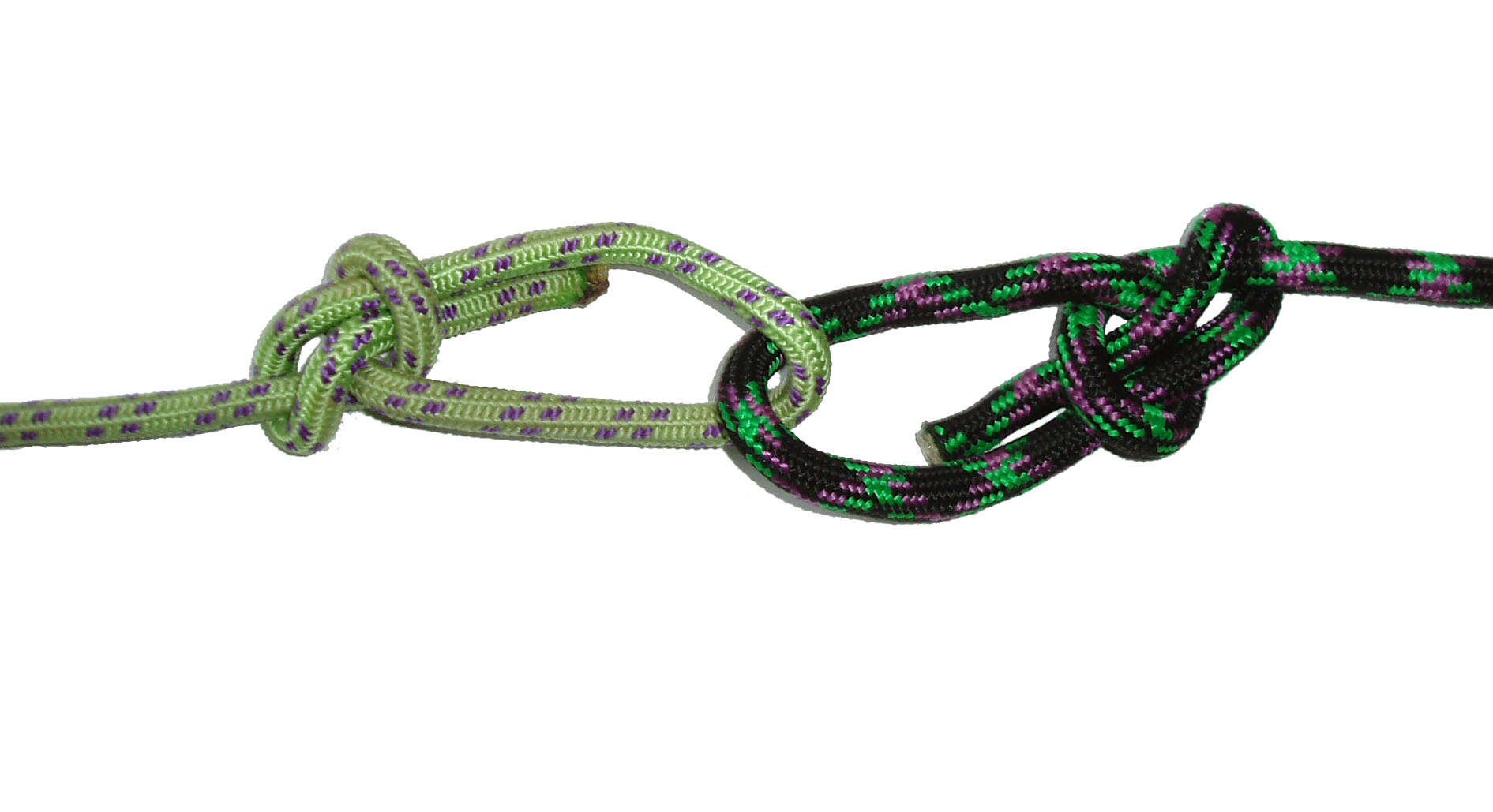
Два встречных беседочных узла[фр.]
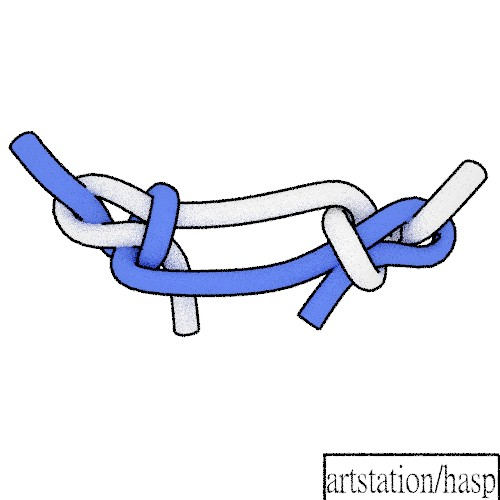
Двойной беседочный узел
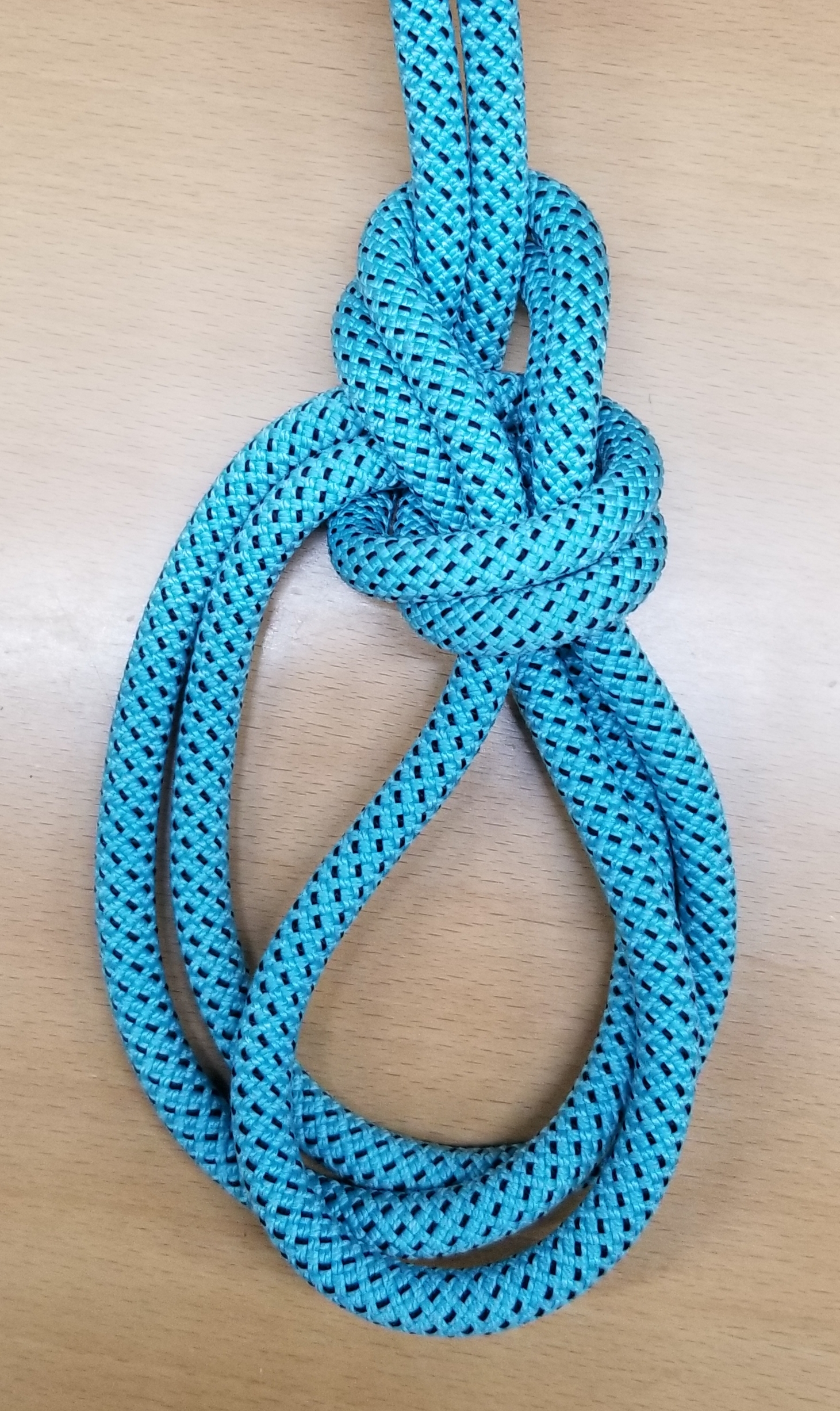
Тройной булинь[англ.]
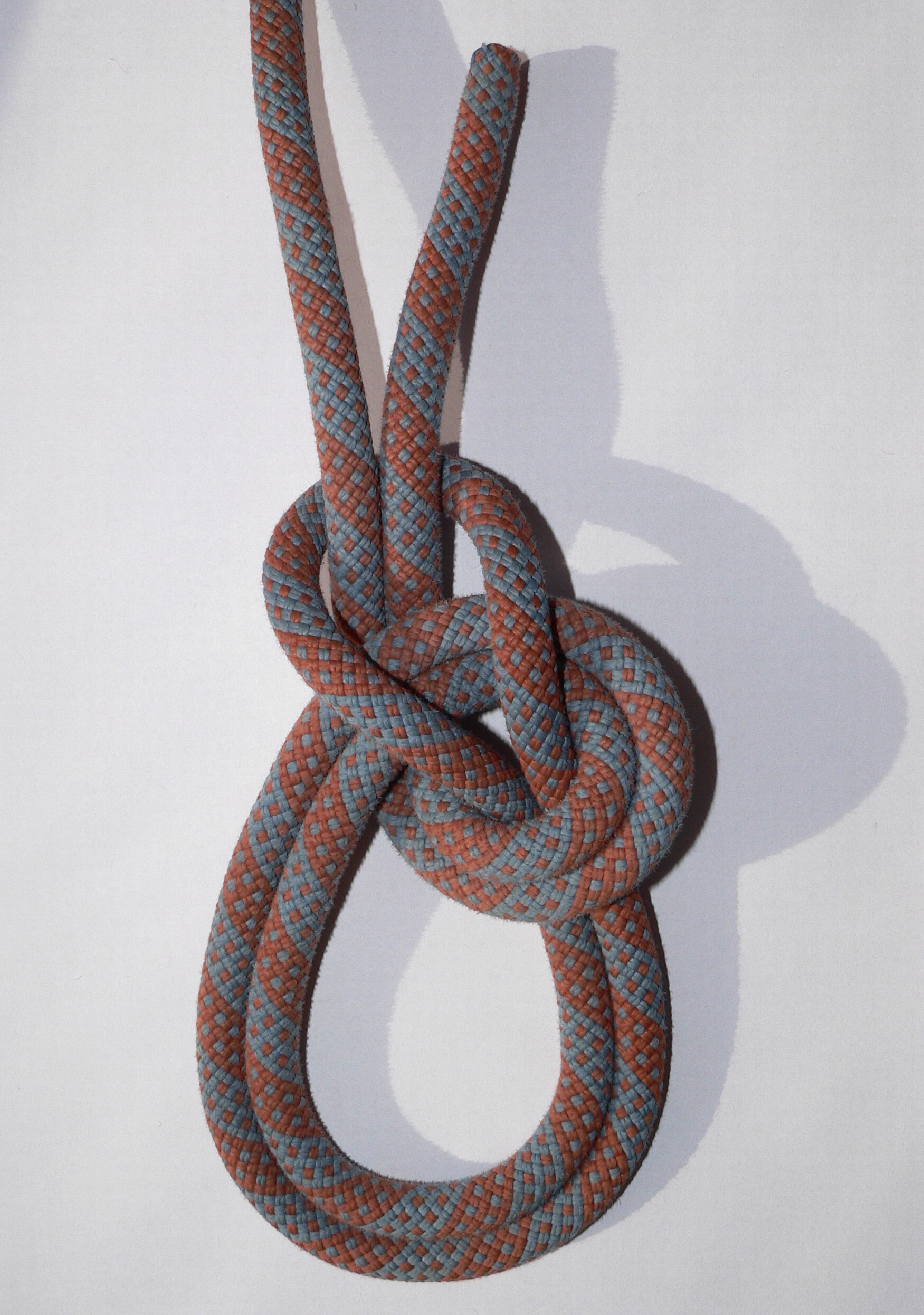
Встречный булинь
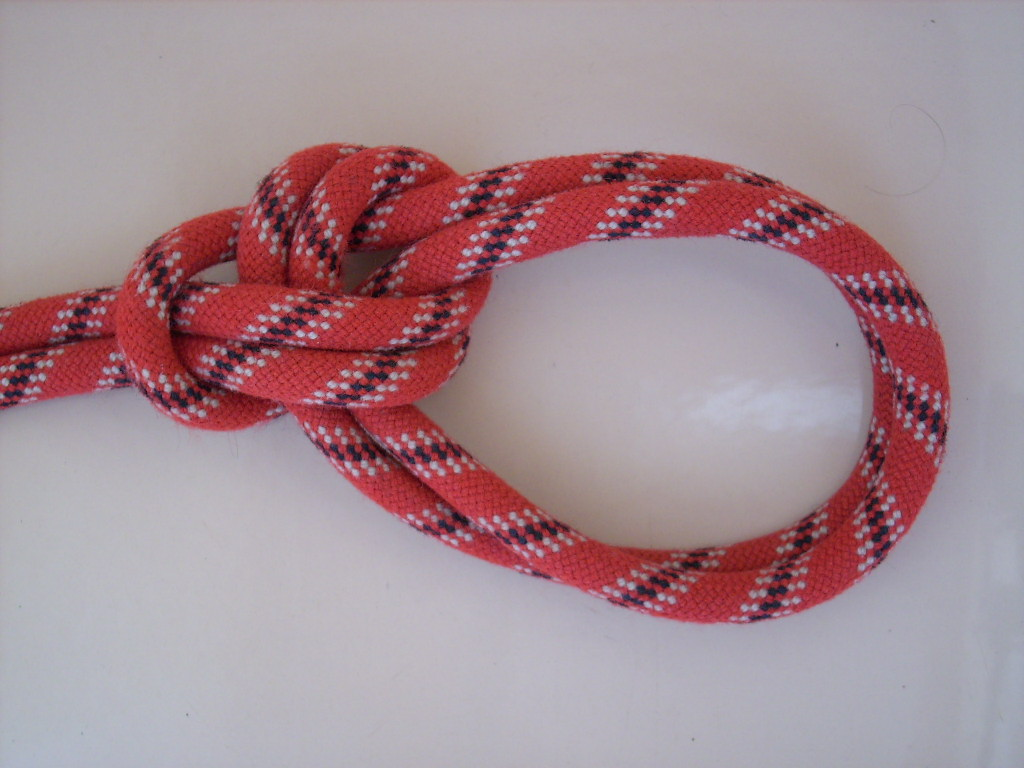
Двойной беседочный узел
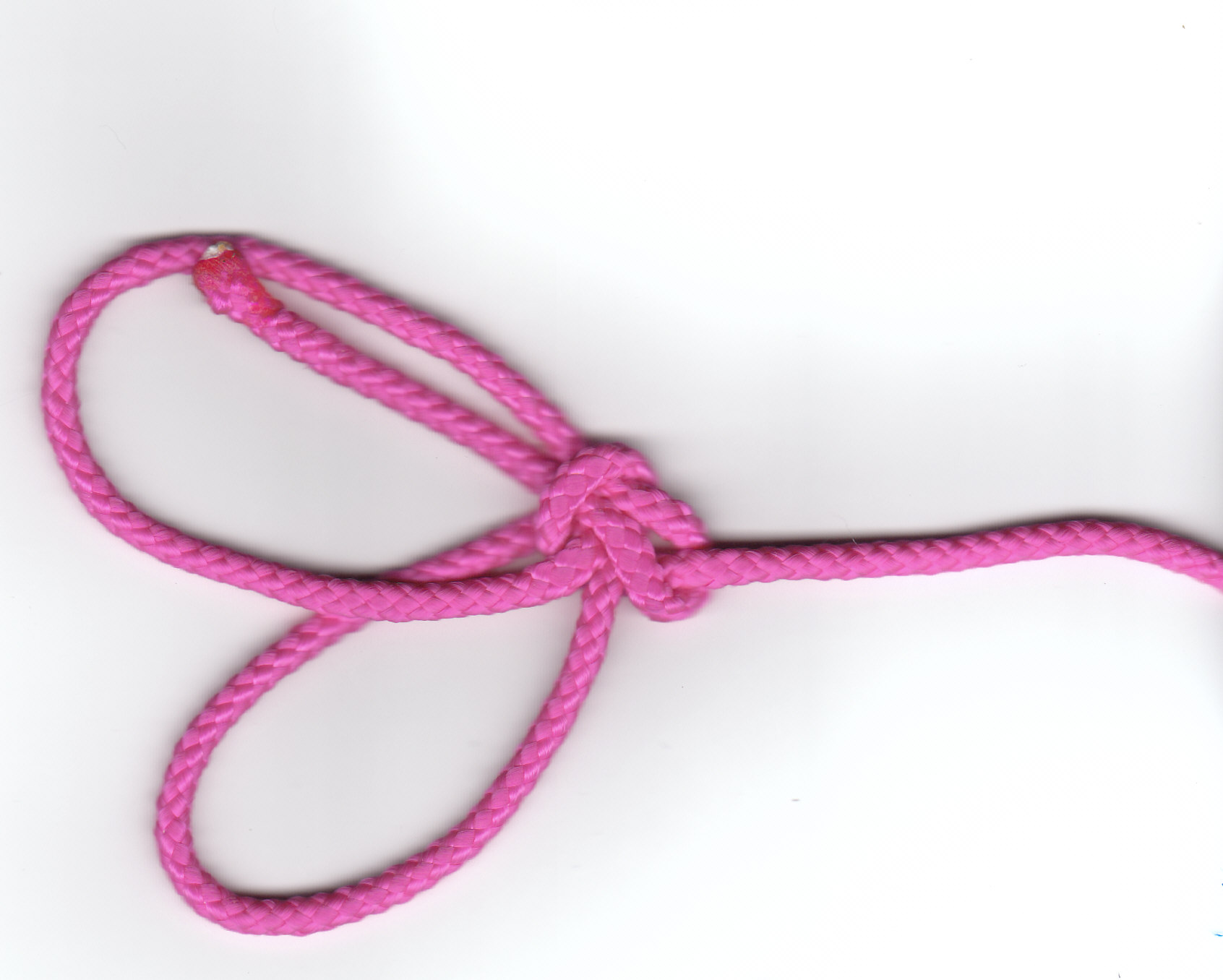
Португальский булинь
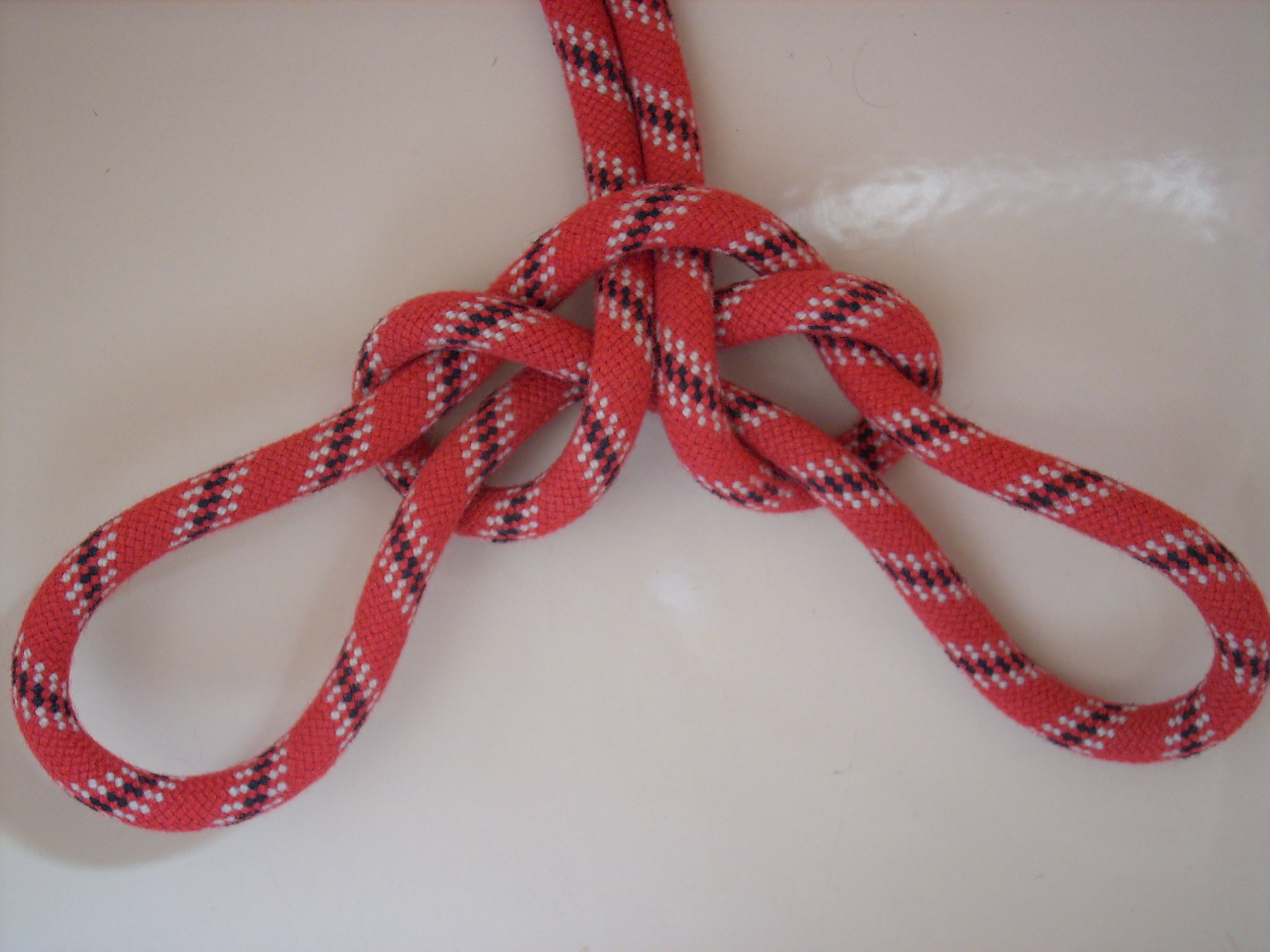
Испанский булинь
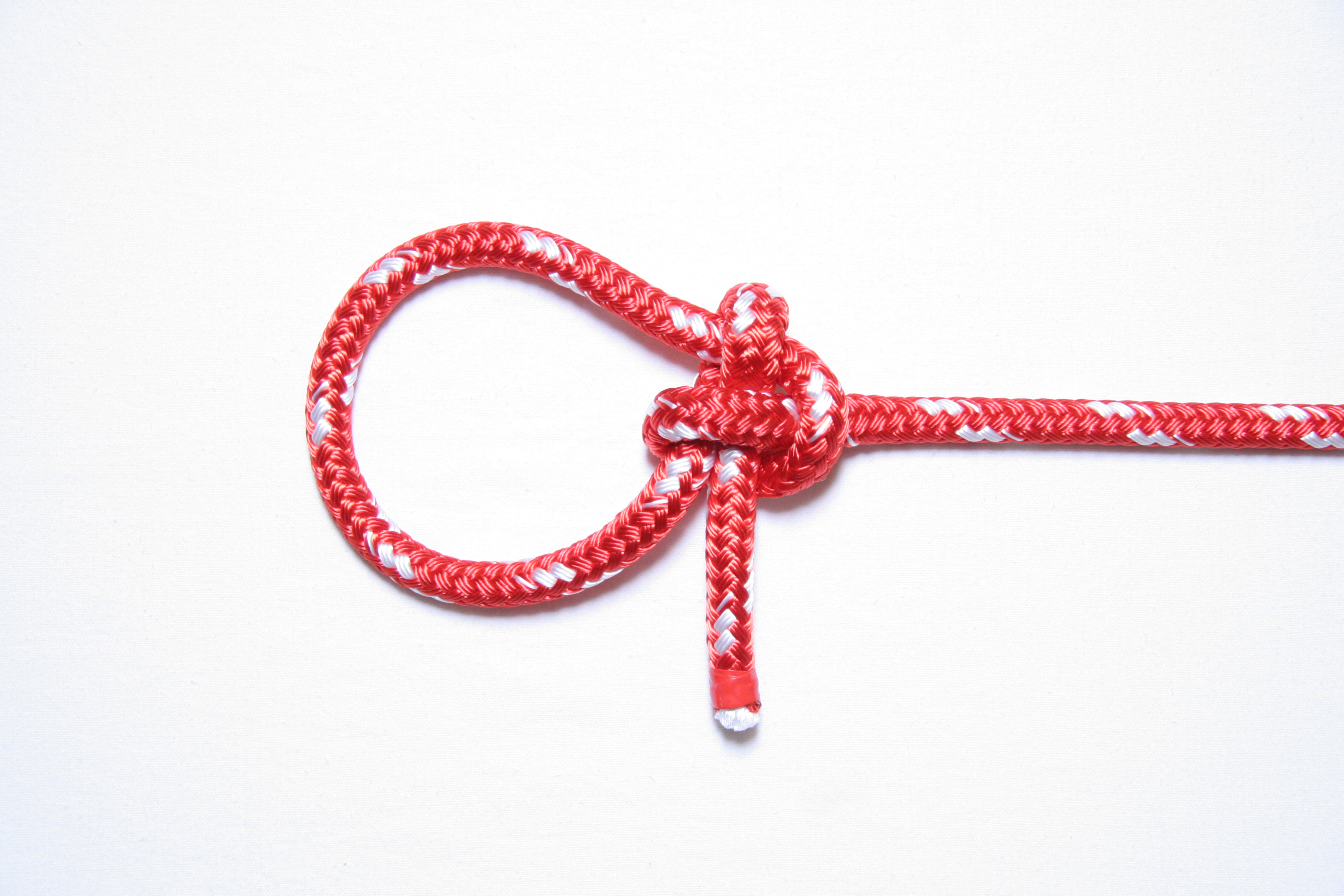
Казачий узел
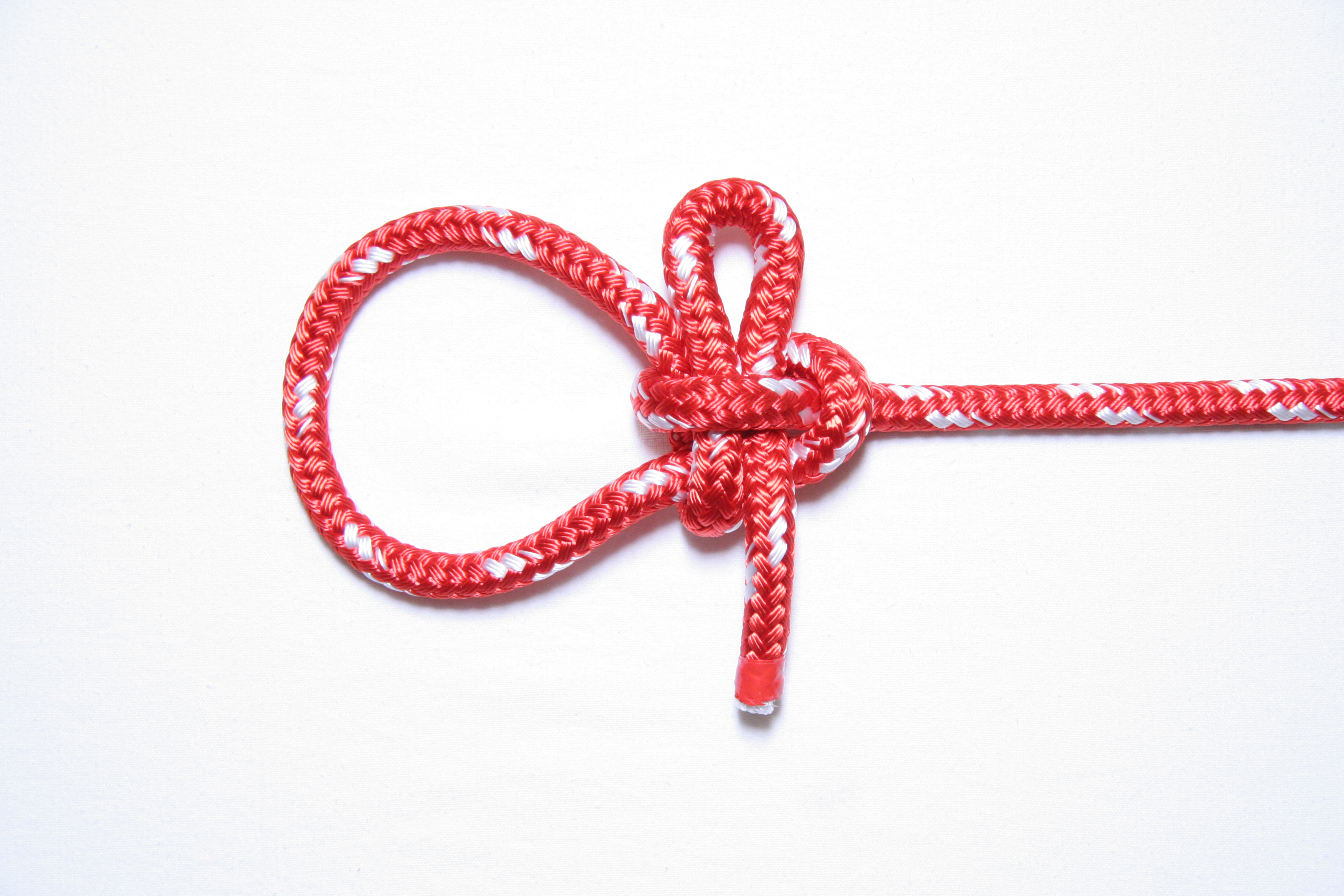
Калмыцкий узел
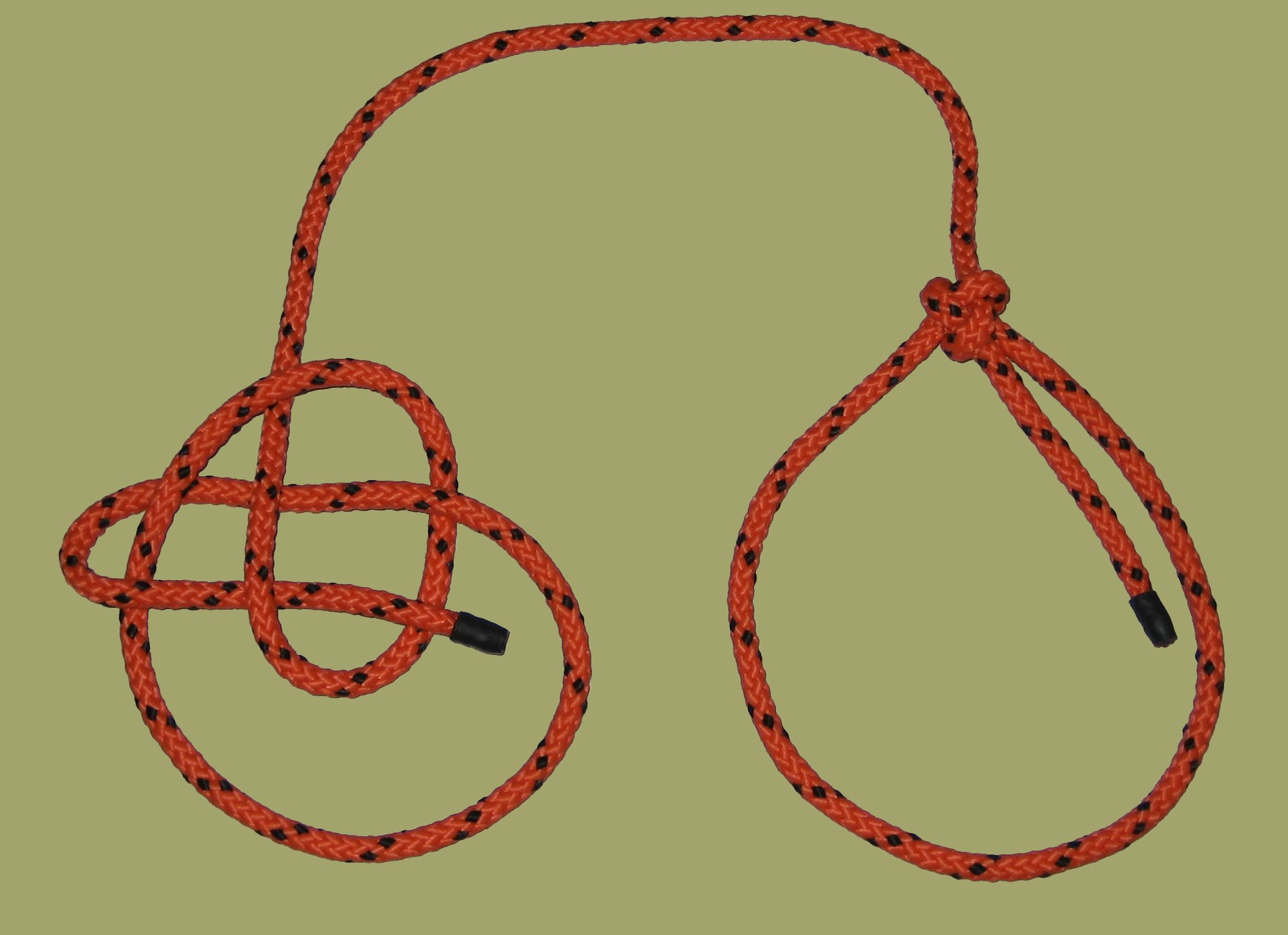
Эскимосский булинь
Односторонняя восьмёрка